# Тајанствени витез
Тајанствени витез је српски стрипски серијал чији је стваралац сценариста и цртач Петар Радичевић. Изворно је објављиван од 1966. до 1970. у облику свезака у едицијама Никад робом и Цртана школа, у продукцији и издању горњомилановачког издавача „Дечје новине“. 
Тема стрипа је српски средњи век доба Немањића, а припада жанру историјске пустоловине.

## Стрипографија
1. Тајанствени витез, „Никад робом“ бр. 40, 1966.
2. Тајанствени витез и Краљевић Марко, „Никад робом“ бр. 54, 1966.
3. Тајанствени витез III, „Никад робом“ бр. 71, 1966.
4. Сујеверни господар, „Никад робом“ бр. 108, 1967.
5. Привиђење, „Никад робом“ бр. 154, 1968.
6. Сукоб у замку, „Никад робом“ бр. 171, 1968.
7. Чудесна амајлија, „Никад робом“ бр. 183, 1969.
8. Борба за престо, „Цртана школа“ бр. 7, 1969.
9. Вештица са Грича, „Цртана школа“ бр. 19, 1970.
10. Завера, „Цртана школа“ бр. 23, 1970.

Серијал је објављиван и у магазинима Зенит 1960-их и Курири 1970-их, а једна епизода је прештампана у Ју стрипу (бр. 24) почетком 1980-их. 
Поводом јубилеја шест векова од Косовске битке 1989, Петар Радичевић је објавио и стрипски албум Косовски бој са истим јунаком (издавач Дечје новине).
Жељко Фајфрић је 2008. објавио романсирану верзију доживљаја Тајанственог витеза.